# John French, 1:e earl av Ypres
John Denton Pinkstone French, från 1922 1:e earl av Ypres, född den 28 september 1852 i Ripple, död den 22 maj 1925 på slottet Deal i Kent,  var en brittisk officer. Han var generalstabschef 1912-1914, fältmarskalk 1913 och befälhavare för British Expeditionary Force i Frankrike under första världskriget 1914-1915.

## Biografi

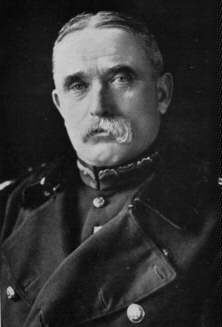
John French

French var kadett vid flottan 1866-70, blev officer vid kavalleriet 1874. Han deltog med utmärkelse i expeditionen till Sudan 1884-85, blev generalmajor 1899 och utnämndes vid andra boerkrigets utbrott 1899 till chef för kavallerifördelningen, med vilken han vann segern vid Elandslaagte 21 oktober 1899. Vid fredsslutet var han generallöjtnant, och var 1900-07 befälhavare över trupperna i Aldershot. French var 1907-12 generalinspektör för armén.
År 1912 utnämndes French till generalstabschef (Chief of the Imperial General Staff) och blev fältmarskalk (Field Marshal) 1913. French fick avgå som chef för generalstaben efter oroligheter i armén på Irland i juli 1914, men fick i augusti befälet över den brittiska expititionskåren, BEF, som sändes till Frankrike när första världskriget bröt ut. French lyckades inte samarbeta varken med krigsministern lord Kitchener eller chefen för franska femte armén på BEF:s högra flank, Charles Lanzerac. BEF retirerade i oordning efter slagen vid Mons och Le Cateau. Inför slaget vid Marne var det först efter ett personlig vädjande från den franske överbefälhavaren Joseph Joffre som French gick med på att sätta in den brittiska armén i luckan mellan de tyska första och andra arméerna. Detta blev en stor framgång, men redan i mars 1915 var French i blåsväder igen efter att ha skyllt misslyckandet att bryta igenom de tyska linjerna i slaget vid Neuve-Chapelle på att regeringen inte fått fram tillräckligt med granater. Efter flera incidenter ersattes French av Douglas Haig i december 1915. French blev därefter chef för hemmaarmén (Home Forces) till 1918 och slutligen lordlöjtnant - i praktiken militärguvernör - på Irland till 1921.